# 大原はだか祭り
大原はだか祭り（おおはらはだかまつり）とは、千葉県いすみ市（旧大原町）で、毎年9月23日、24日に行われる祭礼。

## 概要
市内の大原、東海、浪花の3地区から18社の神社、各1～3基の神輿による祭典である。1日目の23日に、「汐ふみ」と呼ばれる海に入って神輿を担ぐ行事が特徴。十数基もの神輿が太平洋に突進しもみあい投げる。2日目の24日には、大原小学校の校庭にて行われる「大別れ式」があり、18基の神輿が2基並列で校庭に入った後に勢い良く１番を競うかのように走り始める。夕闇の迫る頃には花火を合図に二基三基と神輿をさして寄り添いながら別れ唄を唄う。尚、大別れ式は23日にも行われている。
祭りの模様は、例年10月頃に千葉テレビ放送で1時間枠で放送される。（但し、2010年は後述する祭り中止の影響で放送取り止め）

## 参加する各神社
- 大原地区の神社
  - 大原八幡神社
  - 上寄瀬御嶽神社
  - 北寄瀬八坂神社
  - 雑鋪・大舟谷日月神社
  - 大井瀧内神社
  - 貝須賀鹿嶋神社
  - 小佐部熊野神社
  - 渋田賀茂神社
  - 田町・新場廣田神社
  - 小浜八幡神社

※山田神社
- 東海地区の神社
  - 深堀瀧口神社
  - 南日在大山神社
  - 北日在玉前神社
  - 若山熊野神社
  - 新田日月神社
  - 釈迦谷天御中主神社
- 浪花地区の神社
  - 小沢諏訪神社
  - 岩船八幡神社

※小池大宮神社
※岩和田大宮神社

## 歴史
大原はだか祭りは、詳しく記載された文献は見つかっていないため、いつごろからはじまったか全く分かっていない。しかし大原地区で残っている最古の文献が江戸時代であるため、多方面で起源は江戸時代と説明されることが多い。しかし遡っていくとその起源はさらに古く平安時代頃まで遡ることができる。
確かな最古の文献として大井瀧内神社に中魚落郷（現在の大原地区）で10基の神輿が渡御している絵馬が残っている。奉納したのは1864年（文久4年）と読み取る事ができる。「房総志料続編」という文献に、現在の法楽施行、大漁祈願祭などの行事とほぼ同じものが行われていると記されている。貝須賀鹿嶋神社の古い神輿の屋根裏には「大工　貝須賀村　貞享3年　これを作」と記されており、大原地区では300年以上前から祭りは行われていたと思われる。
だが大原地区の小浜八幡神社ではかつて東地区にある八幡神社から祭礼に参加していたが不都合が多いため1145年に今の地に分崇したという伝承が残っている。これが大原はだか祭りの最古の情報となる。これが本当であるならば少なくとも900年以上も前にはすでに大原では祭礼を行っていたことになる。
東海地区については、1808年（文化5年）、「釈迦谷天御中主神社の氏子が休み場で不調法をした（おそらくみこしを担いで暴れたりしたのだろう）ので申し訳ない」と天御中主神社別当に宛てた「お侘び状」が出されている。この事から東海地区では200年以上前から祭りが行われている。
浪花地区では、岩船八幡神社と、小沢諏訪神社で現在も行われている行事なのだが、1275年（建治元年）、宮出しの前に行われる75座神事で奉納されるひじきや野菜などの供え物を書いたメモが残っていた。このことから浪花地区では室町時代にはすでに祭礼を行っていたことになる。
2010年は、落雷事故により初日参加者34名が重軽傷被災する事故が発生した。これを受け、実行委員会の協議の結果、翌24日の朝7:30頃に2日目の行事の中止を決定した。祭りが中止になったのは、祭り史上初の出来事であった。
2020年と2021年は、新型コロナウイルス感染症の感染拡大防止の観点から中止となった。

## 行事日程

### 9月23日（1日目）
各神社では神輿の宮出しが行われる。神輿の飾り付けをした後、大原地区10基の神輿は親神である貝須賀鹿嶋神社に参集し『法楽』を施行する。東海地区は村廻りを行う。
貝須賀鹿嶋神社に参集した10基の神輿は、付き合いのある神社へ行ったり、浪花小学校に参集する。
その後、18基の神輿が大原漁港に集まり、市場の周りを勇ましい掛け声とともに走り出す。30分以上走り回った神輿は、神輿を空高く投げて意気を誇示する。そして『五穀豊穣大漁祈願祭』が執り行われ、最後に市長により、五穀豊穣と大漁満足を祈り海に向かって矢を放つ『二矢放流の儀』が行われる。
15時ごろ、神輿群は汐ふみの会場である大原海水浴場へ向かい駆け出す。毎年9月23日ごろは季節の変わり目であり、台風や低気圧が通過し大荒れの中汐ふみを行うことも多く、各神社が威勢よく荒波に挑んでいく様子を見ようと多くの観光客が訪れる、この祭りのハイライトである。
その後、神輿は商店街へと繰り出し、暴れまわる。１日目はその後日付けが変わる頃にほぼ全ての神輿が宮入をするが24日の22時頃に交通規制が解除になるので商店街から離れる。それでも祭りは続く。
その年の最後の宮入をする時間帯は、最も早い場合では午前2時～4時。最も遅い場合では午前8時～11時頃までである。

### 9月24日（2日目）
大原地区の神輿は村回りを行う。元々、この祭りの原点は村回りであり現在の様な神事等はなかったと思われる。士農工商の時代から村人が無礼講を許され、普段は入れない網元や陣屋などを訪問して、酒や料理を振舞ってもらい楽しむ行事だったのだろう。現在は網元、商店、組合などに招待される事も多い。江戸時代には代官所などに御輿を担ぎいれて、年貢の軽減などを求めたりもしたという。東海地区と浪花地区は各神社を訪問したり、接待したりする。
15時半頃に、17基の神輿が大原八幡神社に参集する。
大原八幡神社を出た神輿は大原中央商店街の入り口｢木戸泉酒造｣付近から、仲の良い神社同士が並び『商店街連合渡御』を行う。200～300曲近くある祭り唄を歌いながら、ゆっくりと渡御していく。御輿の先頭では各神社ののど自慢や子供たちが祭り歌を熱唱する。1kmほどの道程を渡御し、『大別れ式』の会場である大原小学校へ入場する。
大原小学校へ入った神輿は力の限りを尽くし、駆け出す。陽が落ちると大小無数の提灯に明かりが灯り、幻想的である。そして1社、また1社と神輿を天高く投げて神輿を置く。
貝須賀鹿嶋神社が御輿をあげたら、それまで駆け回っていた御輿は必ず静止し、神輿を差し上げて「わけもんども、別れがつらい、会うて別れがなけりゃよい」と哀愁のこもった唄を歌う。花火が上がり各神社は大原小学校をあとにする。
祭りの全日程が終了しても、各神社は交通規制の解除される22時まで中央商店街通りを渡御する。
その後、甚句や木遣により宮入となるが、宮入の遅い神社では朝日が差す頃まで祭りを続けているようである。